# Margatteoidea bicolorata
Margatteoidea bicolorata är en kackerlacksart som beskrevs av Karlis Princis 1962. Margatteoidea bicolorata ingår i släktet Margatteoidea och familjen småkackerlackor.
Artens utbredningsområde är Kamerun. Inga underarter finns listade i Catalogue of Life.